# 埃爾里奧維拉 (加利福尼亞州)
埃爾里奧維拉（英語：El Rio Villa）是位於美國加利福尼亞州優洛縣的一個非建制地區。該地的面積和人口皆未知。

## 地理
埃爾里奧維拉的座標為38°32′05″N 121°56′39″W / 38.53472°N 121.94417°W，而該地的平均海拔高度為37米（即121英尺）。